# Michael Medwin
Michael Hugh Medwin, född 18 juli 1923 i London, död 26 februari 2020 i Bournemouth i Dorset, var en brittisk skådespelare och filmproducent. Medwin har bland annat medverkat i Anna Karenina (1948), Den längsta dagen (1962), En spökhistoria (1970), Never Say Never Again (1983) och The Duchess (2008).

## Filmografi i urval
- 1947 – En idealisk äkta man
- 1948 – Anna Karenina
- 1952 – Curtain Up
- 1953 – På vift med Genevieve
- 1955 – Operation Tirpitz
- 1955 – Doktorn går till sjöss
- 1957 – Doktorn är lös
- 1958 – Hertig i jeans
- 1958 – Vinden kan inte läsa
- 1959 – Nu tar vi tempen
- 1962 – Massor av bovar
- 1962 – Den längsta dagen
- 1964 – Natt i skräck
- 1965 – Farlig man i Beirut
- 1967 – Grevinnan från Hongkong
- 1967 – Privilege – idol och rebell
- 1968 – Charlie Bubbles (endast producent)
- 1968 – If.... (endast producent)
- 1970 – En spökhistoria
- 1971 – Eddie Ginley - kanske en deckare (endast producent)
- 1973 – O Lucky Man! (även producent)
- 1974 – Law and Disorder
- 1979–1980 – Ring så spanar vi (TV-serie) (21 avsnitt)
- 1980 – Havets vargar
- 1982 – Brittiska sjukan
- 1983 – Spionen som levde två gånger
- 1983 – Never Say Never Again
- 2008 – The Duchess